# 6714 Montréal
6714 Montréal là một tiểu hành tinh vành đai chính với chu kỳ quỹ đạo là 1491.8024832 ngày (4.08 năm).
Nó được phát hiện ngày 29 tháng 7 năm 1990.